# Пенч
Пенч (пол. Pęcz) — село в Польщі, у гміні Стшелін Стшелінського повіту Нижньосілезького воєводства.
Населення — 303 особи (2011).
У 1975-1998 роках село належало до Вроцлавського воєводства.

## Демографія
Демографічна структура станом на 31 березня 2011 року:
|          | Загалом | Допрацездатний вік | Працездатний вік | Постпрацездатний вік |
| -------- | ------- | ------------------ | ---------------- | -------------------- |
| Чоловіки | 158     | 29                 | 122              | 7                    |
| Жінки    | 145     | 27                 | 86               | 32                   |
| Разом    | 303     | 56                 | 208              | 39                   |